# Vancouver Olympic/Paralympic Centre
Vancouver Olympic/Paralympic Centre, eller Vancouver Olympic Centre, är ett aktivitetscenter och curlingarena belägen vid Hillcrest Park i Vancouver, British Columbia, Kanada. Byggnationen startade i mars år 2007 och arenan har redan varit värd för Junior-VM i curling 2009 trots att delar av arenan inte är färdigställda. Under olympiska och paralympiska vinterspelen 2010 hade arenan kapacitet för 6 000 åskådare och var värdarena för curlingturningarna.

## Efter vinter-OS 2010
Efter olympiska och paralympiska vinterspelen kommer Vancouver Olympic/Paralympic Centre byggas om till ett flerfunktionellt aktivitetscenter som bland annat kommer inkludera en ishockeyrink, sporthall, bibliotek och åtta curlingbanor. I anslutning till arenan kommer även nya simanläggningen Percy Norman Aquatic Centre att finnas.